# Minuskel 79
Minuskel 79 (in der Nummerierung nach Gregory-Aland), ε 1209 (von Soden) ist eine griechisch-lateinische Minuskelhandschrift des Neuen Testaments auf 208 Pergamentblättern (16,5 × 12 cm). Mittels Paläographie wurde das Manuskript auf das 15. Jahrhundert datiert. Die Handschrift ist nicht vollständig. 

## Beschreibung
Die Handschrift enthält den Text der vier Evangelien mit einer großen Lücke in Matthäus 1,1–14,13. Er wurde zweispaltig (griechisch rechts) mit je 26–28 Zeilen geschrieben. Sie enthält κεφαλαια (bis Matthäus), (bis τιτλοι), αναγνωσεις (nach Matthäus), Synaxarion, und Bilder.

## Text
Der griechische Text des Kodex ist eine Mischung verschiedener Texttypen, aber mit dem zahlreichen Byzantinischen Lesen. Kurt Aland ordnete es in keine Kategorie ein.

## Geschichte
Georg Douza brachte dieser Handschrift von Konstantinopel nach Amsterdam in 1597. Die Handschrift wurde durch Frans Comer von Brügge untersucht.
Der Kodex befindet sich zurzeit in der Universitätsbibliothek Leiden (B. P. Gr. 74) in Leiden.